# Thomas Willeboirts Bosschaert

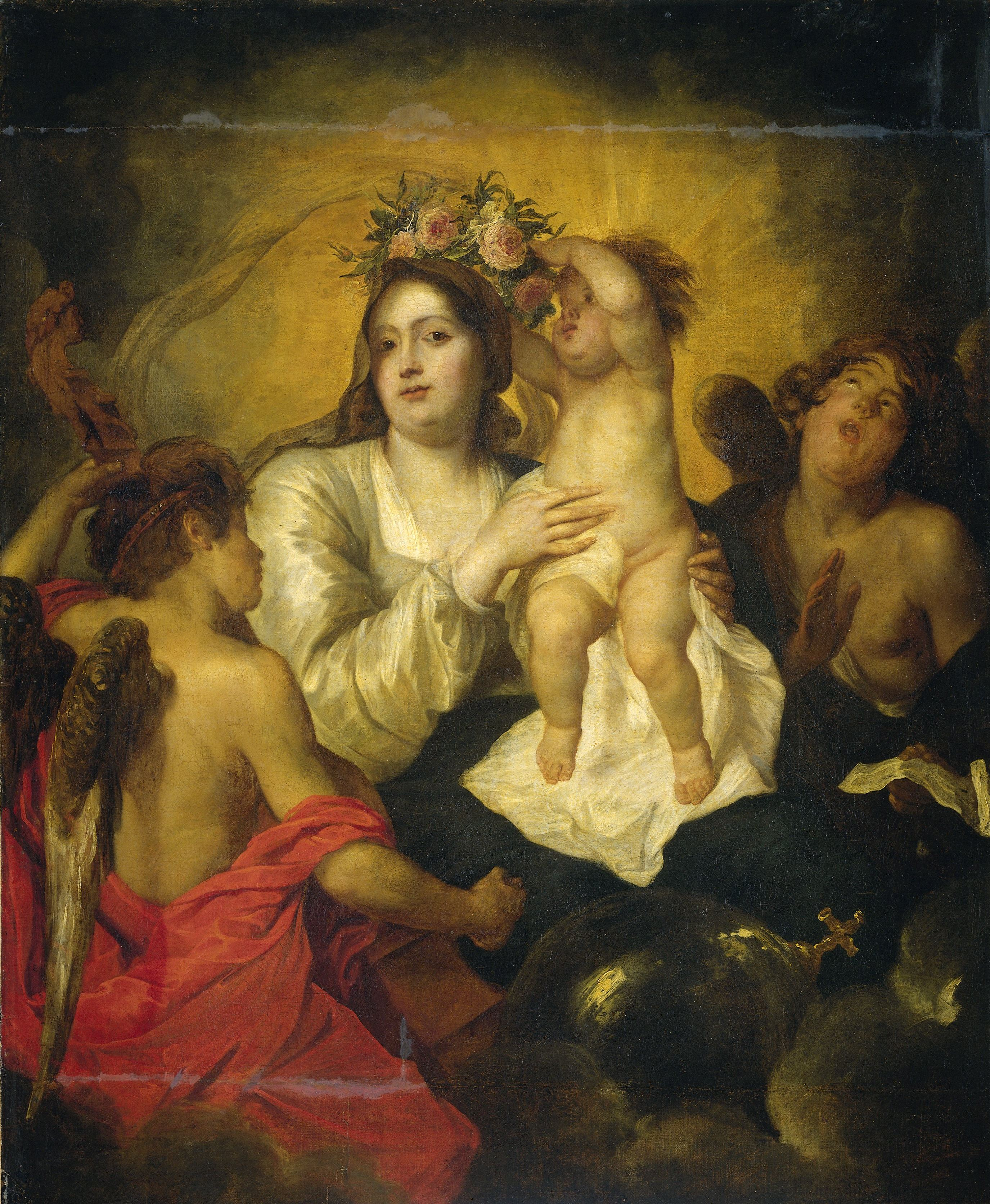
La glorificación de María, óleo sobre lienzo (141 x 115 cm), anteriormente atribuido a José Antolínez, Ámsterdam, Rijksmuseum.

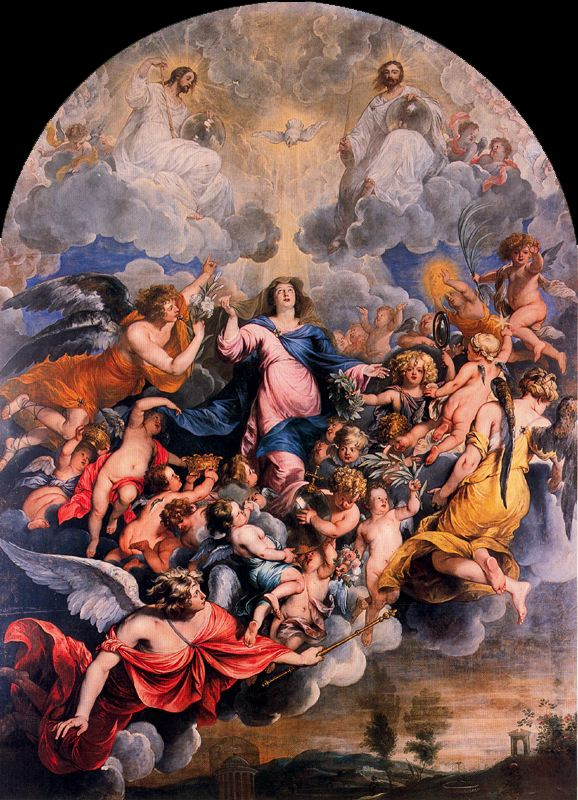
La Inmaculada Concepción, óleo sobre lienzo (655 x 464 cm), Museo Nacional de Escultura, Valladolid.

Thomas Willeboirts Bosschaet (Bergen op Zoom, 1613/1614-Amberes, 23 de enero de 1654) fue un pintor barroco flamenco.

## Biografía
Nacido en el seno de una familia católica establecida a finales del siglo XVI en Bergen op Zoom (en los actuales Países Bajos), Willeboirts Bosschaert se trasladó a Amberes en 1628, formándose como pintor en el taller de Gerard Seghers con quien permaneció por espacio de ocho años. En 1636 o 1637 se convirtió en ciudadano de Amberes e ingresó en la guilda o gremio de San Lucas.
Tras establecer su propio taller, en el que acogió a un elevado número de alumnos, colaboró con otros pintores, como Daniel Seghers, Paul de Vos, Jan Fyt, Frans Snyders, Adriaen van Utrecht o Daniel Seghers, pintando las figuras de algunos de sus bodegones y guirnaldas, como la Alegoría de la artes o El Triunfo del Amor del Museo Lázaro Galdiano de Madrid, pintado hacia 1650 en colaboración con Paul de Vos. También colaboró con Peter Paul Rubens en la serie de pinturas mitológicas encargadas por Felipe IV de España para la Torre de la Parada, en la que le correspondió Diana y Endimión, lienzo actualmente perdido y conocido solo por el boceto de Rubens conservado en el Museo de Bayona. La influencia de Rubens en su pintura, sin embargo, se vio matizada por la más importante y constante influencia que sobre él ejerció Anton van Dyck, a quien pudo conocer antes de 1632 —fecha de la partida de Van Dyck a Inglaterra—, en los años en que Willeboirts completaba su formación en el taller de Daniel Seghers.
Entre 1641 y 1647 trabajó para el estatúder Federico Enrique de Orange-Nassau y para su viuda, Amalia von Solms, quien lo empleó en la decoración del «Oranjezaal» (Salón de Orange) del Palacio Huis ten Bosch, para el que encargó a artistas tanto del norte como del sur de los Países Bajos una serie de pinturas dedicadas a ensalzar a su difunto esposo. También el archiduque Leopoldo Guillermo, gobernador de los Países Bajos españoles y conocido coleccionista de pinturas, se contó entre sus clientes, así como Alonso Pérez de Vivero y Menchaca, III conde de Fuensaldaña, quien le encargó tres obras de gran tamaño para la iglesia del convento franciscano de Fuensaldaña, a donde llegaron en 1655, en agradecimiento a Dios por sus victorias en Flandes y Francia. Estos lienzos, en los que representó a la Inmaculada, San Antonio de Padua y San Francisco de Asís recibiendo los estigmas, actualmente conservados en el Museo Nacional de Escultura de Valladolid, fueron atribuidos por Antonio Palomino al pincel de Rubens, añadiendo que se trataba de lo mejor que de él se conservaba en España, siendo seguido en esta atribución por Ceán Bermúdez, Isidoro Bosarte y otros hasta que ya en el siglo XX se devolvieron a la autoría de Willeboirts.